# Droga krajowa B77 (Niemcy)
Droga krajowa 77 (niem. Bundesstraße 77, B 77) – niemiecka droga krajowa przebiegająca  z północy na południe od skrzyżowania z autostradą A23 na węźle Itzehoe-Süd do skrzyżowania z drogą B76 na obwodnicy Busdorfu na południe od Szlezwiku w niemieckim Szlezwiku-Holsztynie.

## Historia
Pierwsza droga łącząca Itzehoe ze Szlezwikiem powstała w 1846 r.
W 1932 r. została oznakowana jako Reichsstrasse 77 i łączyła ówczesne R 5 z R 76.